# Violetta Ferrari
Pour les articles homonymes, voir Ferrari.
Dans le nom hongrois Ferrari Violetta, le nom de famille précède le prénom, mais cet article utilise l’ordre habituel en français Violetta Ferrari, où le prénom précède le nom.
Violetta Ferrari (née le 25 avril 1930 à Hódmezővásárhely et morte le 23 janvier 2014  à Budapest) est une actrice et chanteuse hongroise. Elle avait épousé l’acteur Lajos Básti.

## Biographie
Elle est diplômée de la Színház- és Filmművészeti Főiskola (École supérieure d'art dramatique et cinématographique) de Budapest en 1949.

## Filmographie
- 1955 : 2 fois 2 font parfois 5 (2x2 néha 5)
- 1959 : Ne me laissez jamais seule un dimanche
- 1959 : Paprika (en)
- 1960 : Motif de divorce: l'amour (en)